# Perdita nigroviridis
Perdita nigroviridis är en biart som beskrevs av Timberlake 1954. Perdita nigroviridis ingår i släktet Perdita och familjen grävbin. Inga underarter finns listade i Catalogue of Life.